# Nikolaï Dionissevitch Merkoulov
Pour les articles homonymes, voir Merkoulov.
Ne doit pas être confondu avec son frère Spiridon Merkoulov
Nikolaï Dionissevitch Merkoulov (en russe : Никола́й Диони́сьевич Мерку́лов), né le 10 décembre 1869 (22 décembre dans le calendrier grégorien) est un entrepreneur russe, personnalité publique et politique d'Extrême-Orient. Il est membre du gouvernement provisoire du Priamour, dernier grand bastion blanc de la guerre civile russe. Après la prise de Vladivostok, il émigre en Chine. Ses frères sont Spiridon Dionissevitch et Vassili Dionissevitch Merkoulov.

## Biographie

### Sous l'Empire russe
Il est diplômé du gymnasium classique de Blagovechtchensk et de l'école fluviale. Il est entrepreneur, marchand de la première guilde, propriétaire d'une compagnie maritime sur l'Amour et d'une fabrique d'allumettes à Vladivostok. Les frères Merkoulov étaient actionnaires du partenariat minier aurifère, membres de la société par actions Sormovo et membres du conseil d'administration de la société minière aurifère Nijne-Selemdjinsky. Il est membre de longue date du Comité d'échange de Vladivostok et de la Chambre de commerce et d'industrie du Primorié. En 1912, il se présenta à la Douma d'État du Parti des Cadets, mais perdit les élections,,.

### Pendant la guerre civile russe
En 1921, il est membre du présidium du Congrès non socialiste. Entre mai 1921, après le coup d'État de la Garde blanche au Primorié auquel il participe activement, et août 1922, il est ministre de la Marine et des Affaires étrangères du gouvernement provisoire du Priamour, dirigé par son frère S. D. Merkoulov. Il est ensuite ministre des Affaires étrangères dans le gouvernement de Mikhail Dieterichs (jusqu'en octobre 1922),,.

### Exil en Chine
Vivant en exil en Mandchourie, conseiller principal du gouverneur de la province du Shandong Zhang Zongchang (1923-1931), il est l'un des organisateurs du détachement militaire russe du général Konstantin Netchaïev (ru) (1924-1928), connu sous le nom de « Brigade Netchaïev », dans l'armée de Zhang Zongchang du souverain de Mandchourie Zhang Zuolin. Il est organisateur et sponsor du Parti fasciste russe. À partir de 1932, il vit à Shanghai. Il était vice-président du Conseil des organisations russes unies. Il meurt en 1945 à Qingdao,,.
Nikolaï et Spiridon Merkoulov sont des personnages du roman « Le mot de passe est superflu » de Julian Semenov.

## Famille
Épouse - Stanislava Bronislavovna Merkoulova (1873-1968, San Francisco)
Enfants:
- Galina (décédée le 4 avril 1970 à San Francisco)
- Vassili (1901, Blagovechtchensk – après 1945). En 1920, il devient cadet à l'école de formation et d'instructeur de l'île Rousski. En exil, il vécut à Liudaogou (province du Jilin), en Mandchourie. En août 1945, il est condamné à 10 ans de prison. Réhabilité le 6 avril 1992 [4].
- Fedor (1907-1997). Il a étudié au gymnase masculin de Vladivostok. Dès l'âge de 15 ans, il émigre avec sa famille à Qingdao. Il a vécu quelque temps aux États-Unis, est retourné en Chine et a servi avec le grade de colonel dans l'armée du gouverneur Zhang Zongchang. À partir de 1929, Fedor Merkoulov est professeur d'éducation physique à Shanghai, puis fonde une école de natation à Qingdao. En 1945, il part pour les Philippines et vit sur l'île de Tubabao pendant deux ans. Depuis les années 1960, il vit à San Francisco. En 1992, Fiodor Merkoulov a fait don de matériaux uniques au musée Arseniev de l'histoire de l'Extrême-Orient à Vladivostok. En septembre 1993, F. N. Merkoulov et son fils ont visité sa ville natale. Avant sa mort, F. N. Merkoulov a légué tous les objets de famille au musée Arseniev et a demandé à être enterré dans son pays natal[1]. En 1998, Birgitta Ingemanson, professeur d'études slaves à l'Université de Washington, a apporté à Vladivostok une urne contenant les cendres de Fiodor Merkoulov, qui a été enterrée au cimetière marin de la ville de Vladivostok[5].